# Nordost-Svalbard-Naturreservat

Lage des Nordost-Svalbard-Naturreservats

Das Nordost-Svalbard-Naturreservat (norwegisch Nordaust-Svalbard naturreservat) ist ein 55.354 km² großes Naturreservat im norwegischen Archipel Spitzbergen. Es umfasst 18.663 km² Festland und 36.691 km² Meeresfläche und ist damit das größte Naturschutzgebiet Spitzbergens.

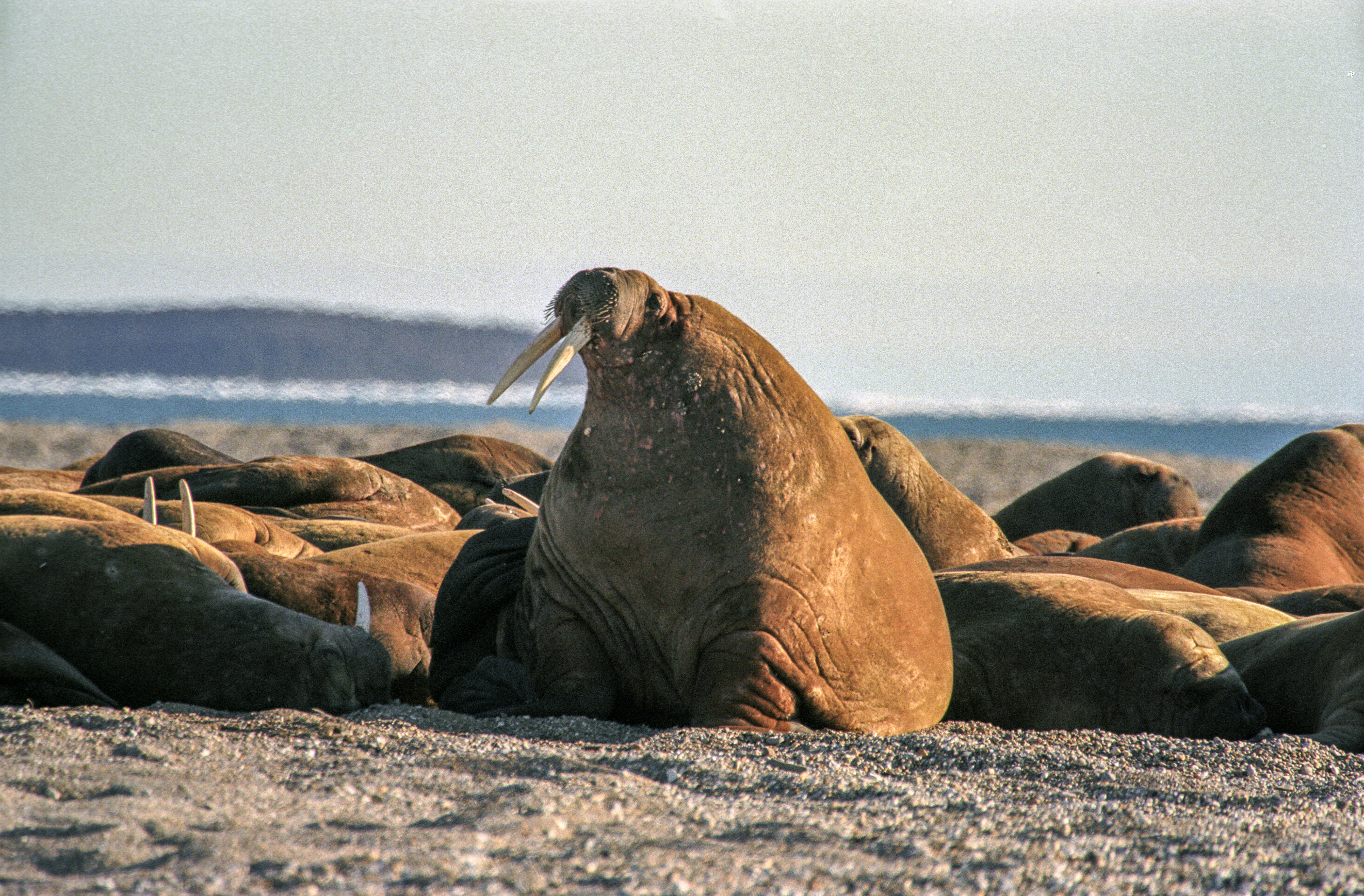
Walrosse auf Nordostland

Zum 1973 gegründeten Naturreservat gehören die Inseln Nordostland, Kvitøya, Storøya, Lågøya und Sjuøyane, die Inselgruppe König-Karl-Land sowie die Hinlopenstraße einschließlich eines Küstenstreifens der Insel Spitzbergen und der in der Straße liegenden Inseln wie Wilhelmøya, Wahlbergøya und die Bastianøyane. Auf Nordostland befinden sich die größten Gletscher Norwegens. Die Abbruchkante der Eiskappe Austfonna an der Erik Eriksenstretet ist mit 190 Kilometern die längste der Nordhalbkugel. Die Vegetation ist im gesamten Naturreservat sehr spärlich. Größere Gebiete sind Kältewüsten ohne Pflanzendecke.
Das Nordost-Svalbard-Naturreservat besitzt mit König-Karl-Land das bedeutendste Aufzuchtgebiet für die Eisbären der gesamten Region. Die Inseln dürfen deshalb ganzjährig nicht betreten werden. Die Felsen der Hinlopenstraße und die Inseln Lågøya und Sjuøyane beherbergen Brutkolonien verschiedener Meeresvögel. Auch die seltene Elfenbeinmöwe kommt im Reservat vor.
Der Schutz im Reservat umfasst auch historisch bedeutsame Stätten. Die wohl bekannteste ist das letzte Lager von Andrées Polarexpedition von 1897 auf Kvitoya, das 1930 entdeckt wurde. Eine verfallene Station der russisch-schwedischen Gradmessungsexpedition von 1899 bis 1900 steht an der Küste des Sorgfjorden auf der Insel Spitzbergen. Im Rijpfjorden auf Nordostland befinden sich die Reste der Wehrmachtswetterstation Haudegen aus dem Zweiten Weltkrieg. In der Bucht Kinnvika des Murchisonfjorden steht die heute ungenutzte schwedische Forschungsstation des Internationalen Geophysikalischen Jahres 1957–1958.